# Latae sententiae
 Latae sententiae  (лат.  буквально «заранее вынесенное решение») — термин, употребляемый в Каноническом праве Римско-Католической церкви. «Latae sententiae» определяет конкретные поступки, за которыми следует автоматическая экскоммуникация, предполагающая соответствующие духовные наказания и определённую процедуру обратного соединения с Католической церковью.

## Latae sententiae, сохраняемое за Апостольским Престолом
Каноническое право Католической церкви определяет некоторые немногочисленные поступки, по которым судебное решение выносит только Римский папа
- Кощунственные и святотатственные действия, касающиеся Святых Даров.

«Кто выбрасывает Святые дары либо похищает их со святотатственными целями, тот подлежит отлучению по заранее вынесенному судебному решению, сохраняемому за Апостольским Престолом».

- Физическое насилие против Римского папы.

«Кто прибегает к физическому насилию против Римского Понтифика, то подлежит отлучению по заранее вынесенному судебному решению, сохраняемому за Апостольским Престолом».

- Священник или епископ, отпустивший грех против шестой заповеди («Не пролюбодействуй») во время таинства исповеди своему сообщнику.

«Священник, действующий вопреки предписанию кан. 977, подлежит отлучению по заранее вынесенному судебному решению, сохраняемому за Апостольским Престолом».

- Незаконное рукоположение в епископа.

«Епископ, без папского поручения посвящающий кого-либо в епископы, а равно и принимающий такое посвящение, подлежит отлучению по заранее вынесенному судебному решению, сохраняемому за Апостольским Престолом».

- Нарушение тайны исповеди священником.

«Духовник, прямо нарушающий тайну исповеди, подлежит отлучению по заранее вынесенному судебному решению, сохраняемому за Апостольским Престолом».

## Latae sententiae, сохраняемое за епископом
- Физическое насилие по отношению к епископу.

«Кто совершит то же самое (физическое насилие) по отношению к лицу, облечённому епископским саном, то подлежит интердикту по заранее вынесенному судебному решению».

- Совершение аборта.

«Тот, кто совершает аборт с воспоследовавшим результатом, подлежит отлучению по заранее вынесенному решению».

- Совершающий незаконным образом литургию и таинство исповеди.

«Тот, кто пытается совершать литургическое действие евхаристической жертвы, не будучи возведён в сан священника. Тот, кто не имея права давать отпущение посредством таинства или выслушивает таинственную исповедь» (.

- О монашествующем, пытающемся вступить в брак

«Монашествующий, принёсший вечные обеты, но не являющийся клириком, который пытается заключить брак, хотя бы только гражданский, подлежит интердикту по заранее вынесенному судебному решению».

- 23 сентября 1988 года Конгрегация Доктрины Веры издал указ, в котором подвергает Latae sententiae тех, кто использует различные технические устройства, чтобы нарушить тайну исповеди.

## Смягчающие обстоятельства
Существуют обстоятельства, которые не приводят к Latae sententiae или смягчают наказание (канон 1324, § 1):
- отсутствие здравого рассудка;
- опьянение или иное умственное расстройство;
- сильная страсть (если эта страсть не была вызвана добровольно);
- несовершеннолетний возраст;
- принуждение сильным страхом;
- законная защита себя самого или другого;
- действие против провокации;
- ошибочное мнение;
- отсутствие знания о вине;
- неполная вменяемость;

## Источник
- Кодекс Канонического права, М., изд. Институт философии, теологии и истории, М., 2007, ISBN 978-5-94242-045-1